# Jacobyanella
Jacobyanella is een geslacht van kevers uit de familie bladkevers (Chrysomelidae).
De wetenschappelijke naam van het geslacht werd in 1924 gepubliceerd door Laboissiere.

## Soorten
- Jacobyanella amoena Weise, 1910
- Jacobyanella duvivieri (Jacoby, 1903)
- Jacobyanella elegantula (Duvivier, 1891)
- Jacobyanella femorata Laboissiere, 1924
- Jacobyanella hexaspilota (Fairmaire, 1888)
- Jacobyanella mettallica Bechyne, 1952
- Jacobyanella modesta (Brancsik, 1897)
- Jacobyanella quadriplagiata (Laboissiere, 1924)